# Хохлатый жаворонок Сайкса
Хохла́тый жа́воронок Са́йкса (лат. Galerida deva) — вид птиц семейства  жаворонковых.
Этот вид жаворонка обитает на засушливой открытой местности в Индии. Отличительной особенностью является хохолок и рыжая окраска оперения.

## Галерея
- Хайдарабад (Индия).
- Хайдарабад (Индия).